# (300106) 2006 UV282
(300106) 2006 UV282 es un asteroide perteneciente al cinturón de asteroides, descubierto el 28 de octubre de 2006 por el equipo del Spacewatch desde el Observatorio Nacional de Kitt Peak, Arizona, Estados Unidos.

## Designación y nombre
Designado provisionalmente como 2006 UV282.

## Características orbitales
2006 UV282 está situado a una distancia media del Sol de 3,171 ua, pudiendo alejarse hasta 3,309 ua y acercarse hasta 3,032 ua. Su excentricidad es 0,043 y la inclinación orbital 7,965 grados. Emplea 2062,62 días en completar una órbita alrededor del Sol.

## Características físicas
La magnitud absoluta de 2006 UV282 es 15,9.